# ABBYY
ABBYY je mezinárodní softwarová společnost, která poskytuje řešení v oblasti optického rozpoznávání znaků, digitalizace dokumentů a jazykového softwaru pro počítače i mobilní zařízení.
Většina produktů ABBYY, jako je například ABBYY FineReader, je určena ke zjednodušení převodu papírových dokumentů do digitálních dat. Společnost ABBYY poskytuje také jazykové softwarové produkty a služby.

## Historie
Společnost ABBYY založil v roce 1989 David Yang pod názvem BIT Software, který platil do roku 1997. Společnost ABBYY má 4 ústředí: Severní Amerika (Milpitas, Kalifornie), Západní Evropa (Mnichov), Východní Evropa (Kyjev) a v Rusku (Moskva). Většina projektů výzkumu a vývoje probíhá v Moskvě. Skupina ABBYY Group zahrnuje 16 globálních zastoupení v Austrálii, Kanadě, na Kypru, ve Francii, Německu, Japonsku, Rusku, Španělsku, Tchaj-wanu, SAE, Velké Británii, na Ukrajině a ve Spojených státech. V roce 2007 byla založena pobočka ABBYY Press, specializovaná na vydávání slovníků, příruček, encyklopedií a průvodců. Společnost ABBYY vlastní také společnost ABBYY Language Services, technologicky vyspělou a moderní překladatelskou a lokalizační agenturu.

## Produkty
Software ABBYY čte textové znaky a atributy formátování dokumentu z obrázků. Společnost ABBYY vyvíjí také aplikace pro digitalizaci dat a dokumentů, vývojové softwarové sady, jazykové software a další programy.

### ABBYY FineReader
Aplikace ABBYY FineReader převádí naskenované obrázky do upravitelných formátů souborů, a od časopisu PC Magazine obdržela hodnocení „Excellent“ (Vynikající). Nejnovější verze, FineReader 12, rozpozná tištěný text ve 190 jazycích.

### ABBYY FlexiCapture
ABBYY FlexiCapture je systém pro digitalizaci dat a dokumentů, který automaticky extrahuje informace z formulářů a částečně strukturovaných dokumentů, jako jsou např. faktury.

### ABBYY PDF Transformer
ABBYY PDF Transformer je aplikace pro běžnou práci s dokumenty formátu PDF, včetně prohlížení, úprav, komentování, sdílení, převodu souborů PDF atd.
Nejnovější verze ABBYY PDF Transformer+ přináší funkčnost otevírání, úprav, komentářů, konverze, ochrany souborů PDF, extrakce textového a obrazového obsahu z PDF a vytváření souborů PDF ze souborů jiných formátů. Tato verze bylo uvolněna pro celý svět dne 25. března 2014 a aktualizována byla v roce 2015. Podporuje 189 jazyků a je k dispozici pouze pro Windows. V nejnovější verzi se aplikace ABBYY PDF Transformer změnila z programu pro převod PDF do aplikace pro úpravy ve formátu PDF a stala se alternativou pro Adobe Acrobat.
K podporovaným vstupním formátům patří: PDF, DOC, DOCX, XLS, XLSX, PPT, PPTX, VSD, VSDX, RTF, HTML, BMP, JPEG, JPEG 2000, JBIG2, PNG, TIFF, a GIF.
Pro ukládání jsou podporovány následující formáty: DOCX, XLSX, PPTX, RTF, PDF, PDF/A(2b), HTML, CSV, TXT, ODT, EPUB, a FB2.

### ABBYY Compreno
Až do roku 2015 společnost ABBYY pracuje na použitelné verzi své nové technologie pro zpracování přirozeného jazyka a sémantickou textovou analýzu s názvem ABBYY Compreno. Tato technologie je údajně založena na principu USH (Univerzální sémantická hierarchie). K doplnění USH se využívá technologie syntaktické analýzy. Tento přístup umožňuje jak hloubkovou analýzu syntaxe zdrojového textu, tak diferenciaci drobných detailů významu na základě světových poznatků a znalostí tématu. Její využití se předpokládalo pro vyhledávání intelektuálních informací na základě abstraktně definovaného obsahu a vyjádřených myšlenek/souvisejících témat (bez ohledu na používanou specifickou terminologii a slovní zásobu), na rozdíl od v současné době široce používaného vyhledávání dle klíčových slov.

V roce 2015 společnost ABBYY vyvinula technologii Compreno, když uvedla na trh  tři nové produkty pro vývojáře softwaru, založené této technologii: ABBYY Smart Classifier SDK, ABBYY Intelligent Search SDK a ABBYY InfoExtractor SDK.

### Mobilní aplikace ABBYY
ABBYY FineScanner je mobilní skenerová aplikace pro iOS pro výrobu vysoce kvalitních elektronických kopií dokumentů a digitalizaci tištěného textu.
ABBYY TextGrabber + Translator je aplikace pro digitalizaci a překlady informací z knih, časopisů, reklam a jízdních řádů na cestách prostřednictvím mobilního zařízení. Od roku 2015 jsou k dispozici verze pro iOS a Android.
ABBYY Business Card Reader je mobilní aplikace, která importuje kontaktní informace z vizitek přímo do mobilního adresáře pomocí fotoaparátu chytrého telefonu a technologie rozpoznávání textu. Aplikace, která byla poprvé uvedena na trh v roce 2009, je k dispozici pro systémy iOS, Android a Windows Phone (stav k roku 2015).
V současné době aplikace podporuje 22 jazyků a umí číst jednojazyčné i vícejazyčné vizitky. Software získal pozitivní recenze v ruském časopisu PC Magazine a australském Macworld Australia.
ABBYY Lingvo Mobile Dictionaries jsou aplikace elektronických slovníků pro telefonní systémy iOS, Android a Windows. Pro tyto aplikace je k dispozici až 250 slovníků pro 30 jazyků. Tyto aplikace ke své funkci nevyžadují připojení k internetu. Kromě toho lze verze iOS a Android integrovat s dalšími aplikacemi.
ABBYY Lingvo PhraseBooks je aplikace pro iOS se sadou knihoven s frázemi a výrazy, týkajícími se běžných témat v angličtině, španělštině, italštině, němčině, ruštině a francouzštině a s výukovými nástroji, jako je cvičení nebo zvukové nahrávky frází.
ABBYY Lingvo Live je nově zřízená služba sociálních sítí pro mluvčí a studenty různých jazyků s bezplatnými slovníky.

### ABBYY Lingvo
ABBYY Lingvo Translation Dictionary je aplikace, která umožňuje uživatelský přístup k několika dvojjazyčným a výkladovým slovníkům. K dispozici je řada různých verzí, které pokrývají až 19 jazyků (k červnu 2015).

## Zpětná vazba
Časopis PC Advisor v roce 2005 přinesl komentář, „FineReader 8.0 Pro je nejlepší software OCR, který jsme kdy viděli“, přičemž PC Magazine mu udělil čtyři hvězdy z pěti.
V lednu 2007 byl software FineReader Engine (OCR SDK) vybrán k používání v systému správy dokumentů DocumentMall společnosti Ricoh.
V únoru 2014 byla společnost ABBYY zařazena institucí KM World do seznamu „100 společností, které něco znamenají v oblasti řízení znalostí“.
V září 2014 provedl časopis PCMag recenzi aplikace ABBYY FineReader 12 Professional a uvedl: „OCR je kategorie softwaru, kde je jeden jasný vítěz a všichni ostatní jsou jen přihlížející. Aplikace ABBYY FineReader dostává každoročně ocenění našich editorů pro software pro optické rozpoznávání znaků, a rok co rok se neustále zlepšuje.“

## Ocenění
V květnu 2006 získala společnost ABBYY USA ocenění Fujitsu Quarterly Innovative Leadership Award.
V prosinci 2014 udělil web MobileVillage.com šesti mobilním aplikacím ABBYY v různých nominacích ocenění Superstar, Shining Star a Rising star.

## Název společnosti
Společnost ABBYY prohlašuje, že název společnosti znamená v hypotetickém rekonstruovaném mateřském jazyce Miao–Yao, Nu, Hmong–Mien, Hmong a skupin Kim Mun čínsko-tibetské rodiny jazyků „bystré oko“.